# Fórmula de inversión de Möbius
La clásica fórmula de inversión de Möbius fue introducida en la teoría de números durante el siglo XIX por August Ferdinand Möbius. Fue generalizada más tarde a otras «fórmulas de inversión de Möbius». 

## Formulación
La versión clásica establece que si g(n) y f(n) son funciones aritméticas satisfaciendo
{\displaystyle g(n)=\sum _{d\mid n}f(d)\quad {\mbox{para todo entero }}n\geq 1}
entonces
{\displaystyle f(n)=\sum _{d\mid n}g(d)\mu \left({n \over d}\right)=\sum _{d\mid n}g\left({n \over d}\right)\mu (d)\quad {\mbox{para todo entero }}n\geq 1}
donde μ es la función de Möbius y las sumas se extienden sobre todos los divisores positivos de n. La fórmula también es correcta si f y g son funciones de los números enteros positivos en algún grupo abeliano. Las dos funciones se dice que son la transformada de Möbius la una de la otra. En el lenguaje de convoluciones (véase función multiplicativa), la primera fórmula puede expresarse como
{\displaystyle g=f*1}
donde "*" denota el operador convolución de Dirichlet, y 1 es la función constante f(n)=1. De la misma manera, la segunda se expresa como
{\displaystyle f=\mu *g.}

## Generalizaciones
Una formulación equivalente de la fórmula de inversión, más útil en combinatoria es como sigue:
Suponga que F(x) y G(x) son funciones complejo-valoradas definidas en un intervalo [1, ∞) tales que
{\displaystyle G(x)=\sum _{1\leq n\leq x}F\left({x \over n}\right)\quad {\mbox{ para todo }}x\geq 1}
entonces
{\displaystyle F(x)=\sum _{1\leq n\leq x}\mu (n)G\left({x \over n}\right)\quad {\mbox{ para todo }}x\geq 1.}
aquí las sumas se extienden sobre todos los números enteros positivos n que son menores o iguales que x. 
La inversión de Möbius tratada arriba es la inversión original de Möbius. Cuando el conjunto parcialmente ordenado de los números naturales ordenados por la divisibilidad es substituido por otros conjuntos parcialmente ordenados localmente finitos, uno obtiene otras fórmulas de inversión de Möbius; para una reseña de ellas, véase álgebra de incidencia.

## Versión multiplicativa de la fórmula de inversión
Como la fórmula de inversión de Möbius puede ser aplicada a cualquier grupo abeliano, esto no supone una diferencia entre si la operación de grupo es la adición o la multiplicación. En este sentido, se puede proporcionar la siguiente versión multiplicativa de la fórmula de inversión de Möbius. Si 
{\displaystyle g(n)=\prod _{d|n}f(d)\,}
entonces 
{\displaystyle f(n)=\prod _{d|n}g(d)^{\mu \left({n \over d}\right)}=\prod _{d|n}g\left({n \over d}\right)^{\mu (d)}.\,}